# Crkva sv. Margarite u Dubrovniku
Crkva sv. Margarite, zaštićeno kulturno dobro u Dubrovniku.

## Opis dobra
Smještena je u južnom dijelu povijesne jezgre, uz bastion Sv.Margarite i dijelom je uklopljena u južno dvorište kolegija Isusovaca. Sagrađena 1571. godine po odluci premještanja ranije crkve koja se nalazila na lokalitetu današnjeg bastiona Sv.Margarite. Pravokutna crkvica, orijentacije sjever-jug, ima kamenim pločama opločen pod i presvođenje prelomljenim bačvastim svodom. Južno pročelje bilo je rastvoreno portalom koji je danas zazidan. Iznad njega i kamene ploče podignute u spomen premještanja crkve Sv.Margarite, smještena je bogato ukrašena rozeta, a povrh njega je baza nekadašnje jednolučne kamene preslice. Crkvu prekriva dvostrešno krovište s kupom kanalicom. Crkva nije u kultu.

## Zaštita
Pod oznakom Z-6413 zavedena je kao nepokretno kulturno dobro - pojedinačno, pravna statusa zaštićena kulturnog dobra, klasificiranog kao sakralna graditeljska baština.